# Дятел смугастохвостий
Дятел смугастохвостий (Veniliornis mixtus) — вид дятлоподібних птахів родини дятлових (Picidae). Мешкає в Південній Америці.

## Опис
Довжина птаха становить 14-15 см. Забарвлення строкате, чорно-біле: верхня частина тіла чорнувата, поцяткована білими плямками, нижня частина тіла білувата, поцяткована чорними плямками. Тім'я у самців чорне, у самиць червоне. Скроні бурі.

## Таксономія
Смугастохвостий дятел був описаний французьким натуралістом Жоржем-Луї Леклерком де Бюффоном в 1779 році в праці «Histoire Naturelle des Oiseaux» за зразком з Буенос-Айреса (Аргентина). Науково вид був описаний в 1783 році, коли голландський натураліст Пітер Боддерт класифікував його під назвою Picus mixtus. Довгий час смугастохвостого дятла відносили до роду Трипалий дятел (Picoides), однак за результатами молекулярно-генетичного дослідження смугастохвостий дятел був переведений до роду Дзьоган (Veniliornis). Він є сестринським видом по відношенню до чилійського дятла, а їхнім найближчим родичем є смугастокрилий дзьоган.

### Підвиди
Виділяють чотири підвиди:
- V. m. cancellatus (Wagler, 1829) — від східної Болівії до східної Бразилії, північно-східного Парагваю і західного Уругваю;
- V. m. mixtus (Boddaert, 1783) — північно-східна Аргентина (Коррієнтес, Ентре-Ріос і північний схід Буенос-Айреса);
- V. m. malleator (Wetmore, 1922) — регіон Чако на південному сході Болівії, заході Парагваю та на півночі Аргентини;
- V. m. berlepschi (Hellmayr, 1915) — центральна і західна Аргентина (на південь до Ріо-Негро).

## Поширення і екологія
Смугастохвості дятли мешкають в Бразилії, Болівії, Аргентині, Парагваї і Уругваї. Вони живуть в саванах, сухих тропічних лісах і чагарникових заростях та в галерейних лісах. Зустрічаються поодинці або парами, на висоті до 610 м над рівнем моря. Живляться комахами та їх личинками, а також насінням. Гніздяться в дуплах, на висоті від 3 до 6 м над землею. В кладці 4 яйця.